# Saint-Ours (Fribourg)
Pour les articles homonymes, voir Saint-Ours.
Saint-Ours (Sankt Ursen en allemand, Santùrsche en suisse allemand, Chin t'Oua  en patois fribourgeois) est une localité et une commune suisse du canton de Fribourg, située dans le district de la Singine.

## Géographie
Selon l'Office fédéral de la statistique, Saint-Ours mesure 15,76 km2. 6,5 % de cette superficie correspond à des surfaces d'habitat ou d'infrastructure, 74,8 % à des surfaces agricoles, 18,6 % à des surfaces boisées et 0,1 % à des surfaces improductives.
En plus du village de Saint-Ours, la commune comprend les hameaux d'Äschlenberg, Baletswil, Balterswil, Brünisberg, Christlisberg, Etiwil, Fromatt, Hermisberg, Neumatt, Römerswil, Schürmatt, Tasberg, Tiletz et Wolperwil.
Saint-Ours est limitrophes de Brünisried, Fribourg, Pierrafortscha, Rechthalten, Tavel et Tentlingen.

## Démographie
Selon l'Office fédéral de la statistique, Saint-Ours compte 1 441 habitants en 2023. Sa densité de population atteint 91 hab./km2.
Le graphique suivant résume l'évolution de la population de Saint-Ours entre 1850 et 2008 :